# Never Gonna Give You Up
»Never Gonna Give You Up« je prva pesem, ki jo je posnel britanski pevec Rick Astley, izdana kot njegov prvi singel 27. julija 1987. Izšla pa je kot prvi singel s prvega albuma Astleyja, Whenever You Need Somebody (1987). Pesem je bila svetovna uspešnica številka ena, sprva v Združenem kraljestvu leta 1987, kjer je pet tednov ostala na vrhu lestvice in je bila najbolj prodajan singl tistega leta. Sčasoma se je uvrstila na vrh lestvice v 25 državah, vključno z ZDA in Zahodno Nemčijo. Pesem je leta 1988 osvojila najboljši britanski singl na podelitvi nagrad Brit Awards.
Glasbeni video za pesem je postal osnova za internetni mem »rickrolling«, zaradi česar je pesem imenovana tudi »The Rickroll Song«. Leta 2008 je Astley zaradi priljubljenega fenomena rickrollinga s pesmijo osvojil glasbeno nagrado MTV Europe za najboljšo igro doslej s skladbo. Velja za Astleyjevo najbolj znano pesem.

## Vpliv
Time Out je  uvrstil Never Gonna Give You Up na 33. mesto na seznamu 50 najboljših pesmi iz 80-ih leta 2018.
Pesem naj bi igrala v okviru psihološke kampanje, s katero je prepričala panamskega diktatorja Manuela Noriego, naj se preda med invazijo ZDA na Panamo leta 1989, skupaj z drugimi skladbami, kot je »I Fought the Law« skupine Clash.
Leta 2020  je Guardian uvrstil na 44. mesto na seznamu The 100 greatest UK No 1s.

## Glasbeni video
Glasbeni video za "Never Gonna Give You Up" iz leta 1987 je režisiral Simon West . Snemali so ga v Londonu, večinoma okoli londonskega okrožja Harrow .  24. oktobra 2009 je bil video iz leta 1987 uradno naložen na YouTube . Od novembra 2020 ima več kot 800 milijonov ogledov. 

## Osebje
- Napisali in izdelali: Stock, Aitken &amp; Waterman
- Inženiri: Mark McGuire, Bill Gee, Mike Duffy, Jon Herroon
- Operator traku: Burni Adams
- Meša:
  - Escape from Newton mix: Mixmaster Pete Hammond
  - Escape to New York:The Extra Beat Boys